# Меґґі Гассен
Марґарет (Меґґі) Вуд, у шлюбі Гассен (27 лютого 1958, Бостон) — американська політик, активістка Демократичної партії, юристка.
Батько — політолог і державний діяч Роберт Колдвел Вуд. Має брата Френка (актор).
Від 2004 до 2010 була депутаткою сенату штату Нью-Гемпшир, а з 2005 до 2010 була там лідеркою більшості. У 2013–2017 була губернаторкою штату Нью-Гемпшир. Від 2017 — сенаторка 3-го класу від штату Нью-Гемпшир.
У 1983 році одружилася з педагогом Томасом Гассеном. У пари є двоє дітей.